# 柯比朗斯代尔
柯比朗斯代尔（英語：Kirkby Lonsdale，/ˈkɜːrbi ˈlɒnzdeɪl/）是位於坎布里亞郡南湖區的一個小鎮和民政教區，在歷史上屬於威斯特摩蘭地區。2001年英國人口普查時，柯比朗斯代尔有人口1,771 人。2011年增加到1,843人。

## 外部連結
- Kirkby Lonsdale, Historic Market Town （页面存档备份，存于）
- The Lune Valley （页面存档备份，存于）
- Illustrated guide to Kirkby Lonsdale （页面存档备份，存于）
- Information about Kirkby Lonsdale
- Kirkby Lonsdale, British History Online （页面存档备份，存于）